# Bavénite
La bavénite est un aluminosilicate de calcium et de béryllium, et elle fait partie de la série bavénite-bohséite. Son nom provient de sa localité type qui est Baveno, en Italie. Ce minéral est approuvé par l'IMA où elle a le statut de « grand-père », ce qui signifie qu'elle a été confirmée comme espèce minérale valide au regard des critères actuels. Découverte en 1901 dans un granite rose extrait au bord du lac Majeur, et d'abord considérée comme un membre de la famille des zéolithes, elle en a été exclue car contrairement à elles, la bavénite perd l'eau stockée dans son réseau cristallin à une température beaucoup plus élevée, entre 210 et 320 °C. C'est un minéral bon marché compte tenu de sa rareté, considérée comme une gemme.

## Propriétés
La bavénite, de formule chimique Ca4Be2Al2Si9O26(OH)2, est principalement composée d'oxygène (48,11 %), de silicium (27,75 %) et de calcium (17,65 %), et contient dans une moindre mesure de l'aluminium (3,48 %), du béryllium (2,81 %) et de l'hydrogène (0,22 %). Ce minéral est faiblement piézoélectrique, non radioactif, lamellaire (ce qui signifie qu'il se développe en couches qui se séparent en fines feuilles). Cependant, il est massif, et donc informe, de sorte que les cristaux singuliers ne peuvent pas être distingués. Il peut également apparaître en agrégats radiaux, à partir d'un centre à partir duquel les cristaux rayonnent sans produire de forme d'étoile. Les cristaux qui se développent en agrégats radiaux sont séparés et ont généralement des longueurs différentes. Dans ce cas, les aiguilles de cristal peuvent atteindre une taille de 1 mm à quelques centimètres. Il apparaît également sous forme de masses feutrées. La bavénite ne peut être déterminée qu'à l'aide d'infrarouges ou de rayons X. Elle est généralement blanche, mais elle peut montrer d'autres couleurs. En raison de la variation de la composition chimique de la bavénite, différents mécanismes de substitution ont été évoqués. Cependant, Cannillo a réussi à résoudre sa structure grâce à Berry, qui a suggéré une liaison directe Be ⇌ Al avec électroneutralité. Le site T(3) est occupé par Si et Be, et Be et Al ont été assignés aux tétraèdres T(2) et T(4). Cannillo a également proposé du Be mineur supplémentaire pour remplacer Al à T(4).

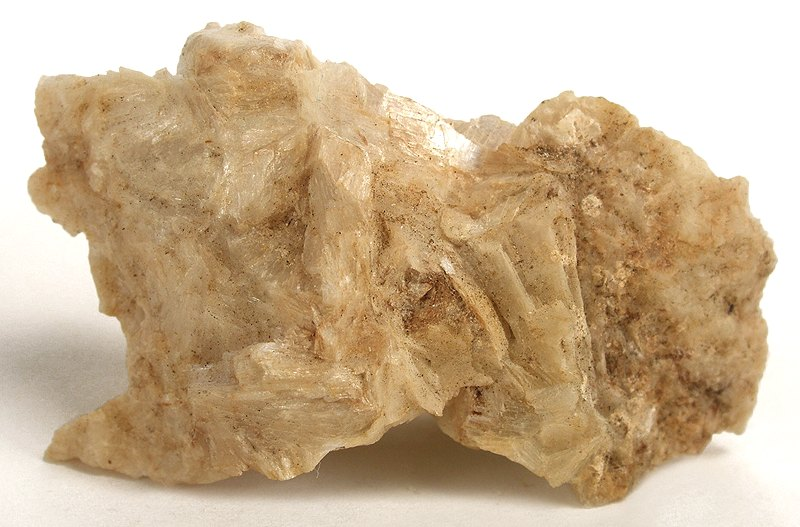
Spécimen du gisement de lithium de Londonderry, Nepean, Australie-Occidentale. Dimensions :.

## Environnement
La bavénite est généralement associée au béryl, à la phénacite, à la bertrandite, au quartz, à l'épidote, à la stibine, à l'albite, à l'orthose, à la titanite, à la clinozoïsite et à la trémolite. Bien qu'elle ait été découverte dans des roches ignées, elle a également été trouvée plus tard dans des pegmatites. La bavénite peut également être présente dans les Alpes, où elle a été formée à la suite de l'altération hydrothermale de minéraux contenant du béryllium (principalement du béryl) par métamorphisme. Dans ce dernier cas, le minéral voisine la zéolithe et la préhnite. Il peut également se former par altération à basse température de minéraux contenant du béryl et du béryllium, et se forme généralement dans des environnements plus alcalins. Il peut se présenter sur du quartz et du feldspath dans des pegmatites miarolitiques sous forme de revêtement. Il se présente également sous forme de pseudomorphe du béryl. Il existe un cas connu de sa présence dans des syénites altérées pneumatolytiquement, où il s'est développé en cristaux singuliers sur de l'albite, jusqu'à 1,5 cm de taille par cristal. Le minéral n'était pas pseudomorphe dans ce cas.
La bavénite est connue dans environ 300 endroits dans le monde, dont plus de la moitié se situent dans les Alpes. Les spécimens des carrières de Baveno, la localité typique, sont remarquables. En Espagne, des spécimens de très haute qualité, d'importance mondiale, ont été découverts dans des cavités miarolitiques du granite de plusieurs carrières de Cadalso de los Vidrios (Madrid). Dans les carrières de La Cabrera (Madrid), elle se présente sous forme d'agrégats d'aspect cotonneux formés de cristaux capillaires.